# Турандот (опера)
Турандот (итал. Turandot), опера, dramma lirico у три чина (у пет сцена) Ђакома Пучинија (дует Калафа и Турандот из трећег чина и финале опере завршио Франко Алфано (Franco Alfano) (након композиторове смрти).

## Либрето
Ђузепе Адами (Giuseppe Adami) према комедији Рената Симонија (Renato Simoni)

## Праизведба
26. април 1926, Милано у Teatro alla Scala.

## Ликови и улоге
Принцеза Турандот (La Principessa Turandot) - сопран

Цар Алтоум (L'Imperatore Altoum), Цар Кине, њен отац - тенор

Тимур (Timur), свргнути татарски краљ - бас

Незнани Принц - Калаф (Il Principe Ignoto - Calaf), његов син - тенор

Лју (Liù), млада Тимурова слушкиња - сопран

Пинг (Ping), царски канцелар - баритон

Панг (Pang), царски коморник - тенор

Понг (Pong), царски кувар - тенор

Мандарин (Un Mandarino) - баритон

Принц од Персије (Il Principe di Persia) - тенор
Пу-Тин-Пао - џелат, његови пратиоци, царска стража, деца, мудраци, мандарини, великодостојници, осам мудраца, слушкиње Турандот, војници, заставници, музичари, визије покојних принчева, народ

## Место и време
Забрањени град у Пекингу, у бајковито време (вероватно у рано доба династије Минг)

### чин
Испред зидина Забрањеног града. Сумрак је. Окупљени народ слуша проглас који чита Мандарин. Принцеза Турандот ће се удати само за оног просиоца, племенитог рода, који одговори на њене три загонетке. Ако не зна макар један одговор, глава ће му бити одсечена. Тако је прошао и најновији просац, млади принц од Персије и чим изађе млади месец, биће погубљен. Народ позива џелата да то што пре обави и у општој гужви пада један старац, којем млада девојка помаже да устане. Прилази им младић који у старцу препознаје свог оца, свргнутог татарског краља Тимура. Он је ослепљен и протеран, а робиња из палате, Лиу, сама се понудила да му помаже. Тимуров син, принц Калаф, пита робињу зашто то чини, а она му одговара да то чини јер се он, принц, једном давно у палати њој осмехнуо.
Долази џелат са помоћницима и спрема се за погубљење. Народ жељно ишчекује излазак месеца. Али, када доведу младог несрећног принца од Персије, сви су очарани његовом младошћу и лепотом и моле принцезу да га поштеди. Калаф је проклиње због окрутности. Турандот се појављује на прозору и одлучним покретом наређује да се принц погуби. Пресуда је извршена и народ се повлачи. Калаф остаје задивљен принцезином лепотом. Он жели да дође до гонга у који ће ударити три пута, што је знак да жели да покуша да одговори на принцезине загонетке. У том тренутку пред њега излазе министри Пинг, Панг и Понг који покушавају да га зауставе и одговоре од те намере. Говоре му како је Турандот као и свака друга жена, са две ноге, две руке, уснама и очима, како на свету постоји стотине и хиљаде жена лепших од Турандот, али Калаф је неумољив. Чак ни појава духова погубљених младића и молбе његовог оца га не могу одвратити. Лиу га у дирљивој арији "Почуј ме, господару" преклиње да одустане. Калаф је ипак одлучан и упркос свему удара у гонг.
- Сцена

Пинг, Панг и Понг се спремају за церемонију постављања загонетки и рачунају колико је већ принчева погубљено до сада. Са сетом се сећају својих имања у Хонану, Цијангу и Кјуу, која дуго нису посетили, јер се баве другим пословима по наређењу принцезе. Маштају о тренутку када ће се Турандот удати и када ће се у Кину вратити мир којег тако дуго нема.
Одједном се зачују бубањ и трубе из Зеленог храма који означавају почетак церемоније. Они покуњено одлазе на, како верују, још једно погубљење.
- Сцена

Испред храма се окупио народ. Ту су и Калаф, Лиу и Тимур. Долази осам мудраца који носе свитке на којима су записани одговори загонетки. На крају се појављују Цар и принцеза Турандот, које народ поздравља величанственом песмом „Десет хиљада година да влада наш светли Цар”. Цар позива Калафа да одустане, јер обећање које је дао кћери тешко лежи на његовим плећима, жезло му је огрезло у крви и он не жели више да буде одговоран за смрти младића. Калаф је одлучан да буде испитан. Мандарин поново чита царски указ. Турандот иступа и својом првом аријом "У овом Царству" говори Калафу како је у давно време принцезу Лоу-Линг, њену рођаку, отео страни краљ и како је она као његова заробљеница умрла. Њен дух сада живи у Турандот и она се заклела да је ниједан мушкарац неће поседовати. 
Турандот такође одвраћа Калафа, говорећи да "постоје три загонетке, а само једна смрт". На то Калаф, уверен у себе и снагу своје љубави одговара да "постоје три загонетке, али је један ЖИВОТ!".
Турандот затим редом поставља три загонетке, прва загонетка почиње аријом "Странче, слушај (питања)". Калаф на њих одговара тачно и сва три одговора потврђују мудраци. Одговори су Нада, Крв и Турандот. Народ је пресрећан, али је Турандот згранута. Она моли оца да је не да у руке странцу, али цар се држи своје заклетве. Калаф након такве принцезине реакције каже да је не жели на силу, већ страсно заљубљену. Он је одговорио на њена питања, а она и даље не зна његово име. Тада Калаф поставља загонетку Турандот: ако до зоре открије његово име, може га погубити, ако не, мора пристати да му буде жена. Она пристаје и цео двор се повлачи.
- Сцена

Ноћ је. Пекингом гласници проносе указ којим под претњом смртне казне нико у Пекингу те ноћи не сме да спава, већ сви морају да се потруде да открију име незнаног принца. Калаф се у једној од најлепших оперских арија "Нико не спава" (како је наредила Турандот), подсмева принцези и говори јој како ће у зору, када сване нови дан, победити. Појављују се министри Пинг, Панг и Понг и нуде Калафу најпре сигуран пут из града, а након тога и сва блага која жели, девојке, да открије своје име или да побегне. Он све то одбија, али тада стража доводи Тимура и Лиу јер су раније били виђени са њим. Сви позивају Турандот, говорећи јој да њих двоје сигурно знају Калафово име. Она најпре наређује да муче Тимура како би открила тајну принчевог имена. Лиу тада говори како само она зна принчеву тајну, и моли да престану да муче Тимура. Калаф се тада уплаши да ће га Лиу одати, и веома се огрешује о њу, говорећи "робињо, не знаш ти ништа". Лиу тада понавља да само она зна Калафово име, и обраћајући се њему, уверава га да никад неће открити његову тајну. Турандот наређује да је муче, али Лиу остаје нема. Лиу издржава прве налете мучења, након чега је Турандот пита шта јој даје снагу да издржи, на шта Лиу одговара да је то нешто што принцеза не разуме, ЉУБАВ. Принцеза остаје зачуђена, не познајући снагу љубави она заиста не разуме о чему Лиу говори. Мучење се наставља, још снажније. Лиу све више трпи болове, и схвата да неће моћи још дуго да издржи. Тражи од Турандот да нареди да прекину мучење, и лаже је да ће открити Калафово име. У прелепој и веома емотивној арији "Ти, окована ледом" Лиу говори Турандот да ће Калаф успети да отопи њену залеђену душу својом ватром и да ће Турандот убрзо заволети Калафа. Она не говори директно, али наслућујемо - Лиу верује да ће Турандот волети Калафа онолико колико га и сама Лиу воли, јер је она, иако робиња, остала заљубљена у њега оног тренутка кад јој се некад давно насмешио у својој палати. Лиу говори да ће "пре зоре склопити своје уморне очи", и на тај начин помоћи Калафу да победи још једном, пошто већ Турандот није одмах признала свој пораз, када је Калаф одговорио тачно на три постављена питања. Тада Лиу отима нож једном од стражара и убија се. Сви су потресени њеном смрћу. И сама "ледена" Турандот је у шоку, окренула је главу на другу страну. Тимур је опхрван болом, проклиње све присутне, јер је настрадала једна невина дивна особа попут Лиу. 
Сви се затим повлаче, Турандот и Калаф остају сами. Калаф је побеснео, назива Турандот "принцезом смрти и леда", шокиран је њеном равнодушношћу. Она говори да је она кћи Неба и да је изнад свих земаљских страсти. Калаф успева да јој се приближи, скида јој вео и пољуби је. Турандот је у тренутку трансформисана. Осећања су је опхрвала и она пушта прву сузу. Очајна је, јер мисли да је њена слава завршена, али Калаф је разуверава у то, говорећи да њена слава тек сада почиње. Како би јој показао колика је његова љубав према њој, открива јој своје име и ставља свој живот у њене руке.
- Сцена

Турандот доводи Калафа пред свог оца и народ и саопштава му да зна његово име, он се зове ЉУБАВ. Сви су срећни, и желе младенцима срећу и благостање хиљаду година.

## Познате музичке нумере
- [Зашто касни млади месец?] – хор (I чин)
- [Почуј ме, господару] – арија Лиу (I чин)
- [Лиу, не плачи] – Калафов ариозо и финале I чина
- – музички интермецо између прве и друге сцене II чина
- [У овом царству] – арија Турандот ( чин)
- [Странче, слушај] – арија Турандот ( чин)
- [Да нико не спава] – Калафова арија (III чин)
- [Ти, окована ледом] – арија Лиу и смрт (III чин)